# Power Rangers Wild Force
Power Rangers Wild Force è l'ottava serie televisiva basata sulla saga dei Power Rangers. Si basa sulla 25ª serie di Super Sentai, Hyakuuju Sentai Gaoranger (tradotto come Lo squadrone delle 100 bestie Gaoranger) e ha come tema gli animali selvaggi. Questa è una serie di Power Rangers in cui è presente un Team-Up, in questo caso la squadra che ricompare sono i Power Rangers Time Force (nel doppio episodio Rinforzi dal futuro). In Italia è stata trasmessa su Fox Kids dal 13 ottobre 2003.

## Trama
La trama della serie di Power Rangers Wild Force è basata sull'inquinamento della Terra, infatti i Wild Force Rangers combattono contro i malvagi Org, ovvero demoni intenzionati a inquinare la Terra per poi conquistarla. I Wild Force Rangers traggono i propri poteri dai WildZords, ovvero animali fantastici abitanti dell'isola volante "Animarium".
Verso la fine della serie un altro alleato giungerà ad aiutare i Rangers: Animus, cioè colui che combatté contro Master Org 3000 anni prima, venendone però sconfitto e ritenuto distrutto. Questo alleato inizialmente si mostra nelle sembianze di un ragazzino di dieci anni, che dice di chiamarsi Kite ("aquilone" in inglese) e che viene accolto inizialmente da Cole. In seguito viene accettato da tutti gli altri compagni di Cole, tranne che da Taylor, che solo alla fine si rende conto dei suoi errori.
Sempre nella serie tutti i Red Rangers precedenti chiameranno Cole per aiutarli a sconfiggere dei generali sopravvissuti del Machine Empire (vedi Power Rangers: Zeo). Precedentemente i Time Force Rangers avevano chiesto aiuto ai Wild Force Rangers per sconfiggere tre MutOrg venuti dal futuro.
Nella battaglia finale Master Org distrugge tutti gli Zord ma questi tornano in vita e lo eliminano con un colpo combinato.

## Episodi
| Stagione       | Episodi | Prima TV USA | Prima TV Italia |
| -------------- | ------- | ------------ | --------------- |
| Prima stagione | 40      | 2002         | 2003            |

## Personaggi e interpreti
- Cole Evans/Red Wild Force Ranger, interpretato da Ricardo Medina Jr., doppiato da Vittorio Guerrieri.
Un ragazzo estremamente sensibile, cresciuto nella natura sin da quando era un neonato, a causa della morte dei propri genitori per mano del loro più caro amico Victor Adler dopo aver ingoiato i resti di Master Org. È capace di "sentire" il cuore delle persone e riesce a capire gli animali come se questi gli parlassero.
- Taylor Earhardt/Yellow Wild Force Ranger, interpretata da Alyson Kiperman, doppiata da Barbara De Bortoli.
Una ragazza molto orgogliosa, tenace e forte. È la prima a diventare ranger, prima era considerata il miglior pilota della divisione dell'aeronautica cui apparteneva. Una volta concluso il suo compito come ranger torna in aeronautica.
- Alyssa Enrilé/White Wild Force Ranger, interpretata da Jessica Rey, doppiata da Rachele Paolelli.
Una ragazza di origini orientali, molto gentile e premurosa, in pratica il contrario di Taylor. È molto forte nelle arti marziali insegnategli da suo padre (il quale è così forte che una volta ha sconfitto un toro), il quale scoprirà per caso il fatto che lei sia un Ranger vedendo il White Ranger combattere con lo stile da lui insegnatole. Alla fine diventerà una maestra.
- Max Cooper/Blue Wild Force Ranger, interpretato da Phillip Jeanmarie, doppiato da Simone Crisari.
Un ragazzo giovane e amichevole, grande amico di Denny. Prima di diventare il Blue Ranger era considerato un talento nel bowling, tanto che un ex professionista lo allenava; durante la serie quest'ultimo gli proporrà di tornare a giocare una volta finito il suo compito.
- Danny Delgado/Black Wild Force Ranger, interpretato da Jack Guzman, doppiato da Davide Lepore.
Un ragazzo prestante fisicamente, ma dall'indole molto gentile e sensibile. Lavorava in un negozio di fiori ed è anche un provetto giardiniere. È innamorato di una sua collega di lavoro, la quale saprà dei suoi sentimenti e li ricambierà, scoprendo anche che lui è il Black Ranger.
- Merrik Baliton/Lunar Wolf Wild Force Ranger, interpretato da Philip Andrew, doppiato da Fabrizio Vidale.
Un ragazzo che viveva nel passato di 3000 anni antecedenti alla storia della saga (ovvero fu il primo Power Rangers in assoluto). Era uno dei 6 Rangers ed era innamorato, ricambiato, della principessa Shayla. Quando Animus venne annientato da Master Org, la principessa venne portata da Merrik all'Animarium, dove si addormentò, l'Animarium si sollevò e andò al sicuro nel cielo portando con sé anche i 5 Wild Zords iniziali. Merrik, per cercare di distruggere Master Org, si recò in un antico luogo che custodiva una maschera di lupo dotata di straordinari poteri. Pur sapendo che questi fossero malvagi, decise comunque di indossarla per salvare il mondo da Master Org. Dopo aver invocato il potere assoluto del lupo, i suoi WildZords diventarono DarkWildZords, formano il Predazord e, grazie al suo immenso potere, distrusse Master Org in un colpo solo. La maledizione, però, è scagliata e Merrik si trasformò in Zen-Aku. Quest'ultimo avvertì gli altri 5 Rangers di ucciderlo prima che il male si impossessi di lui, invece lo sigillano in un luogo dove rimarrà per 3000 anni. Una volta liberato, Zen-Aku attacca i Rangers, ruba loro alcuni Zords e dimostra la sua totale supremazia. Alla fine, grazie all'intervento degli Zords nuovi del rinoceronte e dell'armadillo, i Rangers sconfiggono il Predazord, la chiave della maledizione, e Merrik viene liberato. Quest'ultimo, una volta divenuto ranger, si unisce ai suoi compagni, seppur preferendo stare per conto proprio, come un guerriero fiero del passato tormentato dalla colpa di aver attaccato i suoi nuovi compagni. Ogni volta che un pericolo incombe, il vento giunge a "chiamarlo", soffiando quando, fisicamente, non dovrebbe. Lo stesso vento gli permette di intuire la presenza di nemici non visibili ad occhio nudo. Dopo aver affrontato di nuovo Zen-Aku, libero dal legame con lui, ma desideroso di tornare una sola cosa e furioso per il suo tradimento, Merrik continua a combattere con i suoi compagni e alla fine sconfigge Master Org. La principessa Shayla vuole tornare nell'Animarium nel cielo con tutti gli Zords, Merrik, che giurò in passato di proteggerla, le dice che la accompagnerà, ma lei rifiuta e gli dice che deve trovare la sua nuova vita. Merrik, così, si prepara a viaggiare, in cerca di una nuova vita, ma alla fine compare di nuovo Zen-Aku, sopravvissuto misteriosamente un'altra volta, che però non ha intenzioni cattive. Vuole cercare a propria volta una via per il proprio riscatto, e inizia a viaggiare con Merrik.
- Principessa Shayla, interpretata da Ann Marie Crouch, doppiata da Francesca Guadagno.
È la principessa dell'isola "Animarium". Viveva 3000 anni antecedenti alla storia della serie ed era innamorata di Merrik, quando Master Org stava distruggendo la Terra venne addormentata per 3000 anni; a causa di questo non dorme mai dopo essersi risvegliata. Alla fine torna in cielo con tutti gli Zord, tornati in vita, e lascia Merrik perché questi possa vivere la sua vita.

### Zord e Megazord
Ogni Ranger trae forza dal proprio animale:
- Cole Evans/Red Wild Force Ranger dal LionZord (chiamato anche RedLion);
- Taylor Earhardt/Yellow Wild Force Ranger dall'EagleZord;
- Alyssa Enrilé/White Wild Force Ranger dal TigerZord;
- Max Cooper/Blue Wild Force Ranger dallo SharkZord;
- Denny Delgado/Black Wild Force Ranger dal BysonZord.

Questi cinque Zord formano il Wild Force Megazord.
- Merrik Baliton/Lunar Wolf Wild Force Ranger dal lupo. I suoi zord sono: WolfZord, HammerheadSharkZord e AlligatorZord, i quali unendosi formano il Predazord (quest'ultimo entrerà a far parte dei Wild Force Rangers solo dopo averli combattuti da Zen-Aku).

In seguito i cinque Wild Force Rangers riusciranno a ritrovare altri Zord ritenuti perduti e a formare altri due Megazord: il Kongazord, formato da GorillaZord, BlackBearZord, PolarBearZord, RhinoZord e ArmadilloZord, e l'Isis Megazord, formato da FalconZord, GiraffZord, DeerZord, RhinoZord e ArmadilloZord. Altri Zord ritrovati dai Wild Force Rangers sono: ElephantZord e Soulbird.

### Gli Org
Gli Org, antagonisti della serie, vengono classificati a seconda del corno. Secondo questa classifica, ecco come appaiono gli Org in grado di importanza decrescente:
1. Master Org: il padre di tutti gli Org. All'inizio della storia era un umano di nome Victor Adler che farà finta di essere Master Org (dopo aver ingerito i germi del vero Master Org distrutto 3000 anni prima), ma verrà smascherato in seguito da Jindrax e Toxica. Alla fine, quando sembra che tutto sia finito, l'umano utilizza un cuore Org che lo trasforma nel vero e terrificante stregone Master Org, dando inizio alla battaglia finale che porterà alla fine di Animus, dei WildZord e dei poteri dei Wild Force Rangers. Viene distrutto insieme al suo cuore definitivamente dai Rangers e dagli WildZord di Animus che, pur di punirlo delle malefatte, salvano sia la Terra che la loro casa dopo aver causato la morte di tutti gli Org. Può evocare anche lui la Lama di Nexus.
2. Generali Org: Org con 1 corno ma molto più potenti dei Duca Org. Sono tre: Retinax, Nayzor, e Mandilok e possono unire le loro armi in una gigantesca spada chiamata Lama di Nexus. I loro corpi sono basati su una o più parti della faccia cioè, rispettivamente, Occhi, Naso e Orecchie, Bocca.
3. MutOrg: all'inizio sono 3 spiriti Org imprigionati in statue di pietra. Dopo un incontro casuale con Ransik, l'ex cattivo dei Time Force Ranger, vengono liberati e, assorbendo il DNA del capo dei mutanti, si trasformano in 3 potentissimi mostri ibridi. In cambio della loro liberazione, essi amplificarono i poteri di Ransik. Sono poi giunti nel presente per allearsi con Master Org.
4. Duca Org (Org con 1 corno): dalla forza media, più forti degli Org comuni, sono gli Org che in genere servono direttamente i Generali Org o Master Org stesso. I principali presenti nella serie sono Jindrax, un clown, e Toxica, una strega in grado di ingigantire gli Org. Prima della battaglia finale, i due si alleano con i Rangers per salvare la principessa Shayla da Master Org, per poi redimersi e partire in giro per il mondo. Altri Duca Org apparsi nella serie sono Zen-Aku, Artilla, Helicos, Juggelo (fratello di Jindrax) e Onikage.
5. Lunar Wolf Org Zen-Aku: il Duca Org creato dalla maledizione della maschera del lupo quando fu indossata dal LunarWolf Ranger, Merrik, 3000 anni prima. Per colpa della sua trasformazione non riesce a ricordare nulla del suo passato, tranne di essere stato imprigionato dai primi 5 Rangers, e per questo pensa solamente a vendicarsi di loro. Come per i lupi mannari, a cui è ispirato, i suoi poteri sono legati al ciclo della luna: per cui sono al massimo quando è piena, invece durante le notti senza luna riprende le sembianze umane. Grazie alla sua parte umana, è l'unico Org in grado di sanguinare e di controllare i WildZords, trasformandoli in DarkWildZords. Dopo aver spezzato la maledizione, Zen-Aku riuscirà a ritornare più potente e intenzionato a riunirsi con Merrik, ma fallisce e verrà sconfitto da quest'ultimo e dai Rangers.
6. Org comuni (Org con 2 corni): non sono molto potenti, ma all'inizio mettono in difficoltà i Rangers. Vengono affrontati in tutti gli episodi, come i mostri mandati dal leader dei malvagi come in ogni serie dei Power Rangers.
7. Putrids (Org con 1 piccolo corno): sono gli Org più deboli, ma sono comunque i più numerosi. Fungono da guerrieri semplici e di infimo livello, che accompagnano ogni volta il mostro del giorno che affronterà i Rangers, ma vengono sempre sconfitti per primi a causa delle loro scarse capacità combattive. Tuttavia, se combattono in gruppo, possono mettere i Rangers in difficoltà. Quando appaiono, hanno sempre la mano sinistra posizionata sul capo, e con una strana mazza come arma portata dal braccio destro.

Nei flashback in cui Merrik racconta la sua battaglia con gli Org, Master Org ha un aspetto del tutto diverso da quello in cui si trasformerà Victor Adler; questo perché nella corrispondente serie dei Super Sentai, è Hyakkimaru il leader degli Org (che nel Super Sentai sono gli stessi della serie), è perché, con quei flashback, si voleva far capire che il vero Master Org era già stato distrutto e che quello attuale aveva solo i suoi poteri malvagi.